# スペースX CRS-10
SpX-10としても知られるスペースX CRS-10は、2017年2月に打ち上げられた国際宇宙ステーションへの商業補給サービスミッション。このミッションは、NASAの商業補給サービス計画の一環として、NASAとの契約に基づきスペースXが打ち上げたものでファルコン9ロケットの30回目の飛行となった。本ミッションは、ドラゴン宇宙船がISSを離れ、安全に地球に帰還して2017年3月19日に完了した。

## 運用履歴
CRS-10は、商業補給サービス契約のもとでスペースXに与えられた当初発注の12ミッションの一部である。2016年6月に、NASAの監察官報告書でこのミッションが2016年11月に予定されていることが明らかになった。打ち上げは2016年9月のローンチパッドでの静的燃焼試験中の爆発の調査が完了するまで保留とされ、暫定的な日程は2017年1月以降となったが、その後、2月18日に設定された。

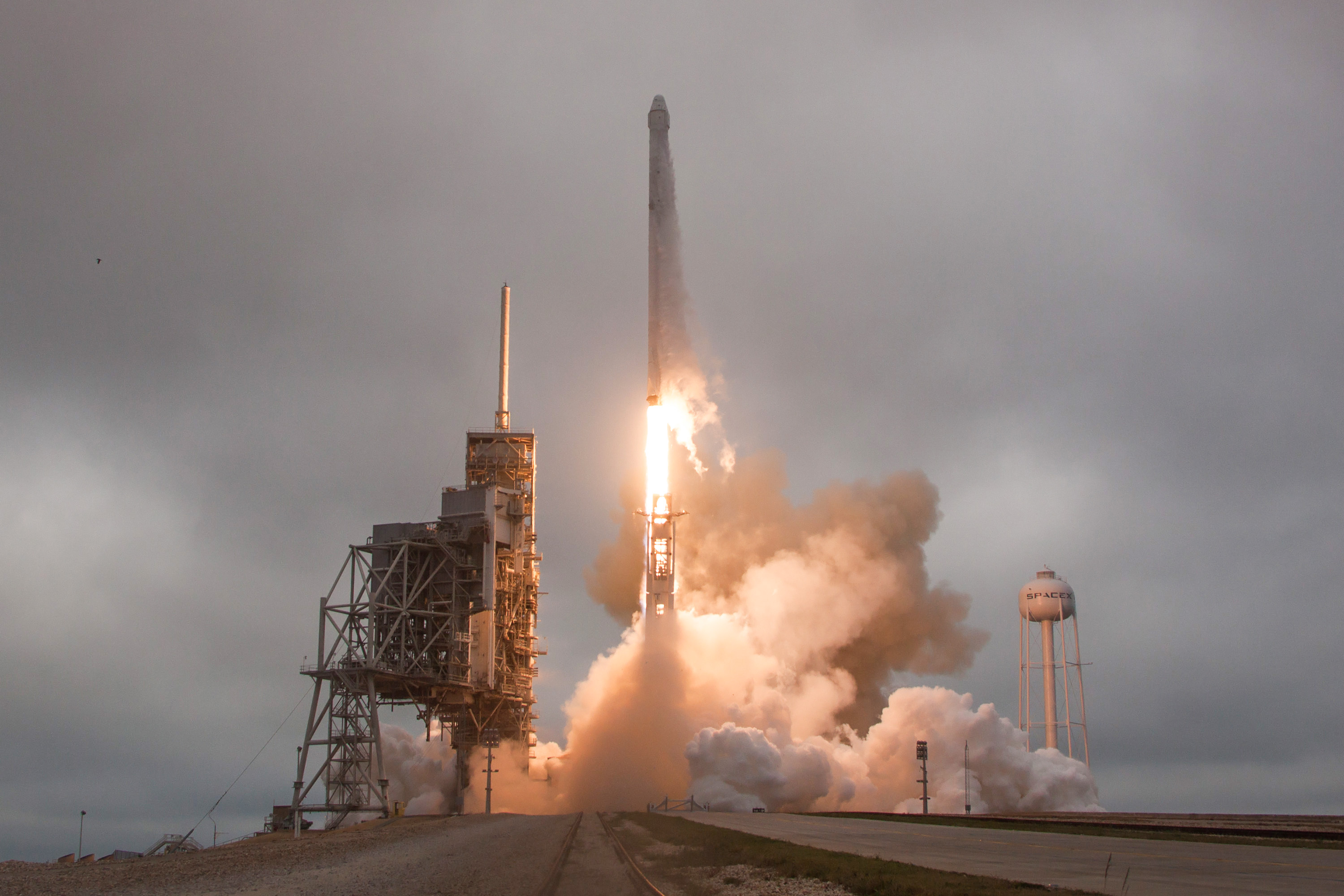
LC-39AからのCRS-10の打ち上げ

2017年2月12日に、スペースXはLC-39Aでのファルコン9エンジンの静的燃焼試験を成功裡に完了した。2017年2月18日 15:01:32 UTCの最初の打ち上げの試みは、第2段ロケットの推力偏向システムも問題で13秒前に中止され、2月19日 14:39 UTC以降まで24時間の待機が必要となった。故障したアクチュエーターは、打ち上げパッド上で夜を徹して修理され、ロケットは予定された打ち上げ時刻の約6時間目に直立状態に戻った。
CRS-10はケネディ宇宙センター第39発射施設パッドAから2017年2月19日 14:39 UTCに打ち上げられたが、これはこの発射施設からのスペースシャトル計画の最後のフライトである2011年7月8日のSTS-135以来の打ち上げであるとともに、1973年5月14日のスカイラブ宇宙ステーションの打ち上げ以来の無人ミッションの打ち上げとなった。この発射施設からはアポロのミッションも打ち上げられていた。
成功した打ち上げに続いて、第1段が3回の燃焼を伴うフライバックを経てLZ-1に安全に着陸したが、これは地上でのファルコンロケットの初めての日中の着陸だった。
ドラゴン宇宙船は2月22日に国際宇宙ステーションとランデヴーしたが、航法システムにデータエラーが報じられたため、接近は機上コンピューターによって08:25 UTCに自動的に中止された。これはドラゴン宇宙船による初めてのランデヴー中止だった。この問題の原因は、宇宙ステーションとの相対位置を宇宙ステーションに知らせるために運用上重要な、宇宙船のグローバル・ポジショニング・システムの不正なデータ値であることが突き止められた。この中止の結果、接近は24時間待機状態となった。このエラーは、宇宙船がステーション周囲の「レーストラック」軌道に入って接近をリセットする間に修正された。エラーのない2回目の試みで、ドラゴンは2月23日 10:44 UTCにステーションのカナダアーム2に捕捉され、ハーモニーモジュールの所定の場所に数時間後の13:12 UTCに係留された。このランデヴー中止は、後にNASAの監査官による監査でNASAとスペースXのソフトウェア開発プロセスの非互換性に起因することが明らかになった。
CRS-10ミッションは2017年3月19日に完了した。ドラゴン宇宙船は、カナダアームによって2017年3月18日 21:20 UTCに国際宇宙ステーションから切り離され、ステーション下の収納位置に移動して一夜をs越し、3月19日 09:11 UTCに解放された。ドラゴンは、14:00 UTCごろの最終軌道離脱燃焼に先立ってステーションから離れるために3回の燃焼を行った。宇宙船は14:46 UTCにカリフォルニア州ロングビーチ南西沖 約320 km (200 mi)の太平洋に着水した。
ドラゴンは、研究サンプル、科学およびクルー用機器、船外活動装備など、1,652 kg (3,642 lb)の物資をISSから持ち帰った。また、ステーションからはMISSEモジュール、OPALS実験装置、ロボットによる燃料補給ミッション実証機器など811 kg (1,788 lb)の外部貨物が取り除かれ、ドラゴンの非与圧トランクに搭載されて再突入時にトランク部分が燃え尽きることで廃棄された。

## 主要貨物
NASAはスペースXとCRS-9ミッションの契約を結んでおり、これに従って主要貨物、打ち上げ日時、ドラゴン宇宙カプセルの軌道パラメーターを決定した。CRS-10は与圧貨物1,530 kg (3,370 lb)と、非与圧貨物960 kg (2,120 lb)の総計2,490 kg (5,490 lb)の貨物を国際宇宙ステーションへ輸送した。CRS-10宇宙船の外部貨物はSAGE III地球観測機器および天底観察プラットフォーム（NVP）、RAVAN（放射計評価基準）航法調査および雷撮影センサーを含む米国防省の宇宙試験計画 Houston 5（STP-H5）パッケージなどであった。科学ペイロードの一部は、ACME、LMM Biophysics、ZBOT、CIR/Cool Flamesなどだった。
ISSへの貨物の詳細は以下の通り：
- 科学調査：732 kg (1,614 lb)
- 乗組員補給物資：296 kg (653 lb)
- 宇宙船ハードウェア：382 kg (842 lb)
- 船外活動装備：10 kg (22 lb)
- コンピューター資材：11 kg (24 lb)
- ロシアのハードウェア：22 kg (49 lb)
- 外部貨物
  - SAGE-III：527 kg (1,162 lb)[24]
  - STP-H5：433 kg (955 lb)

## 新しい飛行安全システムの試行
スペースXのCRS-10の打ち上げは、「空軍宇宙軍団の東部または西部範囲のいずれか」における自律飛行安全システム（AFSS）の「最初の実運用」となった。AFSSは「地上のミッションフライトコントロールの人員と機器を、搭載された測位、航法、およびタイミングのソースと決定ロジックに置き換えている。AFSS の利点には、公共の安全の向上、航続距離のインフラへの依存の軽減、遠距離への宇宙輸送コストの削減、スケジュールの予測可能性と可用性の増加、運用上の柔軟性、および打ち上げスロットの柔軟性などが含まれる。」このシステムは、NASA、空軍、DARPA が開発したソフトウェアで構成されており、スペースXはこれに自社のロケット用にカスタマイズされた追加のソフトウェア層を追加している。AFSSはテストのためのいわゆる「シャドウモード」で過去13回のファルコン9のミッションで試験運用された。

## ギャラリー
SpaceX CRS-10
- 打ち上げ前のLC-39AでのCRS-10
- CRS-10の打ち上げ
- LZ-1に着陸するファルコン9
- ISSに接近するドラゴン
- 着水後のドラゴン